# 師岡正胤
師岡 正胤（もろおか まさたね、文政12年〈1829年〉11月 - 明治32年〈1899年〉1月23日）は、江戸時代末期から明治時代にかけての国学者で勤王家、医師。通称は豊輔（とよすけ）、号は節斎（せっさい）、布志乃屋。

## 人物略歴
文政12年（1829年）11月、江戸の医家師岡理輔の子として生まれる。京都で大国隆正に国学を学んだのち、嘉永5年（1852年）3月、江戸気吹舎の平田銕胤（平田篤胤の養子）に入門して「篤胤没後の門人」となった。幕末期には同門の有志とともに尊王攘夷運動に奔走し、常に銕胤の近くにあって、さまざまな江戸情報を銕胤にもたらした。正胤の妻の兄が若年寄加納久徴（上総国一宮藩主）の取次頭取だった関係上、江戸幕府の内部情報を入手することができたのである。また、文久2年正月15日（1862年2月13日）の老中安藤信正襲撃事件（坂下門外の変）にかかわって捕縛された児島強介（小島孝助）は、安政6年（1859年）に正胤の紹介で平田塾に入門した人物であった。
文久3年2月22日（1863年4月9日）、同門の角田忠行や三輪田元綱らとともに京都等持院で足利三代木像梟首事件を起こし、これに対し、京都守護職松平容保（陸奥国会津藩主）は幾多の反対論を抑えて事件関係者全員の捕縛を厳命、正胤も4日後に捕らえられた。正胤は厳刑に処せられるところを公卿や土佐藩主・長州藩主などの計らいで信濃国上田藩に禁固6年の身となった。
慶応3年（1867年）の王政復古の大号令ののちは赦免されて新政府に出仕し、刑法官から監察司知事・弾正台大巡察などを歴任した。
明治6年（1873年）、京都松尾大社の大宮司となり、神道の振興に力を注いだ。なお、幕末から明治維新にかけての正胤は島崎藤村の小説『夜明け前』に、主人公青山半蔵（藤村の父の島崎正樹がモデルとされる）の同志として実名で登場している。
正胤は、平田胤雄（銕胤の子で、平田延胤の弟）が邸内社だった平田神社を正式な神社として認めてもらうよう東京府知事楠本正隆に宛てて提出した明治11年（1878年）の上申書、秋田の平田門人らが日吉神社内に創建した平田神社の社殿建築にかかわる明治15年（1882年）2月の秋田県令石田英吉あて嘆願書、そのいずれにも名を連ねている。前者は現在、東京都渋谷区代々木に所在する平田神社、後者は、秋田県秋田市千秋公園に所在する彌高神社となっており、ともに平田篤胤を祭神として祭っている。
明治15年、宮内省文学御用掛、明治24年（1891年）伊勢神宮の本部教授となり、愛媛皇典講究所教授も務めた。明治32年（1899年）1月23日）に死去。享年71。墓所は、東京都台東区谷中の多宝院（真言宗豊山派寺院）。
娘の師岡千代子（1875年 - 1960年）は、社会主義者幸徳秋水の2度目の妻（のちに離縁）である。

## 著書
- 『みすず日記』
- 『幽中のすさび』
- 『いさむら竹』
- 『しのぶぐさ』